# Anuar Manan
Anuar Manan (* 11. Oktober 1986) ist ein malaysischer Radrennfahrer.

## Sportliche Laufbahn
Anuar Manan begann seine Karriere 2007 bei dem malayischen Letua Cycling Team. Zu Beginn seiner ersten Saison konnte er gleich zwei Etappen bei der Jelajah Malaysia im Massensprint für sich entscheiden. Dadurch konnte er sich auch in der Sprintwertung auf dem ersten Rang platzieren. Bei der Tour de Langkawi schaffte es Manan 2010 als erster malaysischer Fahrer eine Etappe zu gewinnen.

## Erfolge
2007
- zwei Etappen Jelajah Malaysia
- eine Etappe Aserbaidschan-Rundfahrt
- eine Etappe Tour of Hainan

2008
- drei Etappen Jelajah Malaysia
- eine Etappe His Excellency Governor of Malacca Cup

2009
- zwei Etappen Jelajah Malaysia
- Gesamtwertung und eine Etappe Perlis Open

2010
- eine Etappe Tour de Langkawi
- zwei Etappen Tour of Thailand
- eine Etappe Tour of East Java

2011
- eine Etappe Jelajah Malaysia
- eine Etappe Tour de Brunei
- eine Etappe Tour of Hainan

2013
- eine Etappe Tour of East Java

2015
- zwei Etappen Jelajah Malaysia

## Teams
- 2007 LeTua Cycling Team
- 2008 LeTua Cycling Team
- 2009 Azad University Iran
- 2010 Geumsan Ginseng Asia
- 2011 Terengganu Cycling Team
- 2012 Champion System
- 2013 Synergy Baku Cycling Project
- 2014 Terengganu Cycling Team
- 2015 Terengganu Cycling Team
- 2016 Terengganu Cycling Team
- 2017 Terengganu Cycling Team
- 2018 Forca Amskins Racing